# Кочешково
Кочешково — деревня в составе Большеарьевского сельсовета в Уренском районе Нижегородской области.

## География
Находится на расстоянии примерно 6 километров по прямой на восток-северо-восток от районного центра города Урень.

## История
Известна с XVIII века. Деревня до 1768 года относилась к главной дворцовой канцелярии, потом Придворной конторы, с 1797 крестьяне стали удельными. Население было старообрядцами спасова согласия. В 1870 году учтено было дворов 3 и жителей 38. В 1916 году было учтено 13 дворов и 77 жителей. В советское время работали колхоз им.Ленина и лесопромышленная артель. В 1978 году было 42 двора и 104 жителя, а 1994 25 и 46 соответственно.

## Население
Постоянное население  составляло 37 человек (русские 100%) в 2002 году, 26 в 2010 .